# 생존 공포
생존 공포(영어: survival horror)는 공포 게임의 하위 장르이다. 생존 공포 게임들은 적은 탄약과 무기를 공급함으로써 다른 액션 게임에 비해 플레이어를 더 공격받기 쉽게 만든다. 비록 전투는 게임플레이의 일부이나, 플레이어는 적을 피하거나 직접 대면을 피함으로써 탄약을 아껴야 한다. 플레이어는 아이템을 찾아 새 지역으로 갈 수 있는 길을 열거나, 퍼즐을 풀어야 한다. 게임은 호러를 주제로 사용하며, 플레이어는 어두운 미로같은 환경을 지나다니고, 예상치 못한 적들의 공격으로부터 반응해야 한다.
"생존 공포"라는 단어는 1996년 게임 《바이오하자드》가 일본에서 발매됐을 때 처음 쓰인 단어이나, 이전에 1989년작 《스위트 홈》이나 1992년작 《어둠 속에 나홀로》같은 초기 생존 공포 게임도 존재한다. 1981년 발매된 헌티드 하우스 같은 오래된 게임들에도 적용되었다. 2005년 바이오하자드 4가 발매되면서, 이 장르는 게임 저널리스트들의 의문을 낳았던 몇가지의 액션 게임의 특징을 더 포함했다.

## 정의
생존 공포는 공포 게임 요소를 갖춘 생존 게임의 하위 장르를 가리킨다.

## 같이 보기
- 생존 게임